# 肌蟲屬
殘缺肌蟲（學名：Myoscolex ateles）是肌蟲屬（學名：Myoscolex）的唯一物種，也是模式種。對於肌蟲的分類，有著許多的爭議，因為目前僅發現身體的前半部分。

## 命名
Myoscolex是由希臘語的myos和scolex組成，意思為充滿肌肉的蠕蟲；而种加词ateles的意思為不完美、殘缺。

## 發現
肌蟲的化石是在澳大利亞袋鼠島北邊沿海的鸸鹋湾页岩（Emu Bay Shale）發現的。

## 型態
身體保存的部分最長可達到70毫米，未成年為25毫米，最寬的部分大約13毫米。化石上還保存著長條型肌肉痕跡。